# 海洋城市博物館
海洋城市博物馆（英語：SeaCity Museum）是一座位于英国南安普敦的博物馆，于2012年4月12日开放，以纪念100年前泰坦尼克号从这里出发。馆址位于二级登录建筑南安普顿市政中心大楼以内，本来是裁决法院与警察局的所在地。博物馆设有两个永久展览厅，一处用于展示南安普顿与泰坦尼克号的渊源，另一处则用于展示城市充当世界门户的角色。第三处临时展览厅位于市政中心的专用展馆内，将来可能还会分期进行扩建工程。
该博物馆由基尔南方公司承建，并由威尔金森·艾尔担任设计师。工程造价为1500万英镑，其中国家彩票遗产基金拨出大约500万英镑，其余由南安普顿市议会以及南安普敦文化发展信托基金会承担。市议会曾计划出售市政艺术收藏品，来为博物馆筹募资金，但因遭到各方强烈反对而被搁置。

## 背景
南安普顿市议会在2002年开始筹建文化遗产中心，并组建了遗产工作组，以研讨各种方案，规划大纲与进程表。2004年，以下几处被列入候选地点，当时所定的名称尚为“南安普敦故事”文化遗产中心：
- Lower High街，位置：50°53′51″N 1°24′16″W / 50.897536°N 1.404339°W
- 五月花号公园，位置：50°53′52″N 1°24′32″W / 50.897836°N 1.408783°W
- 南安普敦港101号泊位，位置：50°54′01″N 1°24′53″W / 50.900206°N 1.414747°W
- 伍尔斯顿（英语：Woolston, Southampton）前VT集团（英语：VT Group）造船厂，位置：50°53′44″N 1°22′58″W / 50.895617°N 1.382861°W

但是在名单列出的地点兴建博物馆，花费高昂之余还不切实际。2006年，南安普顿警方宣布，由于空间不足，他们打算将警察总部迁离市政中心。加之地方法院于2001年迁出大楼，整个市政中心已经空置。因此，市政中心被纳入候选，到了2007年，更成为方案中的领跑者。
该方案于2008年正式亮相。原计划中打算将市政中心扩建为三层，并从附近的华兹公园引流打造水景。然而这两项计划皆遭抛弃，这样一来预算减少了1000万英镑，从而压缩至2800万英镑。
整个项目分为两个阶段。一期工程着力展现南安普顿与泰坦尼克号之间的关联。该阶段预算为1500万英镑，并于2012年完工。

## 募资
南安普顿市议会向国家彩票遗产基金寻求资金支持。后者于2009年资助了50万英镑，又于2010年追加了460万英镑。
为了筹集剩余资金，2009年，南安普顿市议会计划出售部分市政艺术收藏品，并拟定将其中两件售出：一件是阿尔弗雷德·蒙宁斯的油画作品《賽車之後》（1937），另一件则从奥古斯特·罗丹的两件青铜像——《夏娃》（1880）或《蹲着的女人》（1882）中选出其一。市议会确信这几件艺术品并非美术馆的核心展品，因该展馆主要展览20及21世纪英国现代艺术作品。加之南安普敦美术馆囿于规模，只能同时陈列3500件艺术品的的200件。故议会认定，将这两件作品出售，可为海洋城市博物馆落成一座新的展馆，使得另外100件藏品能得以展出。该计划有望为博物馆募集到500万英镑资金。
这一计划得到当地报刊《每日回音》的支持，该报纸三年来一直发起运动，致力于让多余的藏品流出。尽管市议会中的保守党领袖亚历克·萨缪尔斯断言：「如果不出售一些画作，我们就无法建成文化遗产中心。」但是，市内仍旧异议不断。自民党及工党议员声称此举「背叛了公众的信任」，并有损于博物馆的声誉。泰斯特选区议会成员阿倫·懷特希德形容这是一个「显而易见的坏主意」，并认为此举会打消人们向城市捐赠或遗赠的积极性，且会毁掉南安普顿美术馆在这个国家的地位。工党政客提议借入资金以作为替代方案，但遭执政的保守党派驳回，后者认为偿还款项与利息会导致一线服务支出削减，或者使得税负增加。
反对者成立了“拯救我们的藏品（ Save our Collection）”小组，反对这一计划。他们在市政中心外组织抗议，并联名2500多人递交了一份请愿书，以示反对。尽管如此，议会投票决定继续执行计划，并于2009年9月与苏格兰男爵夫人阿斯塔尔正式接洽，随后经英格兰和威尔士总检察长批准出售。批评声浪自各方而来，博物馆协会表示，这一出售违背了协会的道德准则，并指责南安普顿市议会没有努力寻找其他资金来源。向奇普菲尔德遗赠的蒙宁斯家族以及负责顾问的泰特美術館也加入到批判行列之中，其指出出售遗赠给奇普菲尔德的作品以筹集资金，且将其用于资本项目上的行为极不可取，并认为此举已违背了遗赠的初衷。 艺术基金会认为销售艺术品的计划会成为糟糕的先例，即将公有藏品出手，并用以支持其他领域。
2009年11月，因强大的反对声浪，南安普顿市议会将艺术品销售搁置，转而谋求其他的资金来源。次年2月，议会取消了销售计划，并宣称，房地产市场的走势促使其开始重新考虑出售先前认为无法出售的资产。市议会亦准备向其他组织寻求财政支持，例如经过艺术品借贷计划向邻接的汉普郡县议会获取贷款。如果以上努力皆未能奏效，所有差额都将通过借款来弥补。
南安普顿文化发展信托基金会于2010年成立，并致力于为项目筹募资金。随后，博物馆获得了文化、媒体和体育部的资助，并与沃尔夫森基金会及加菲尔德韦斯顿基金会达成合作。
博物馆开放后的头两年中，收入较预期低23%，游客数量比预期的24万少了1万人。 随后几年里，访客数量持续下滑，引发了对其资金周转以及长远境况的担忧。

## 建设

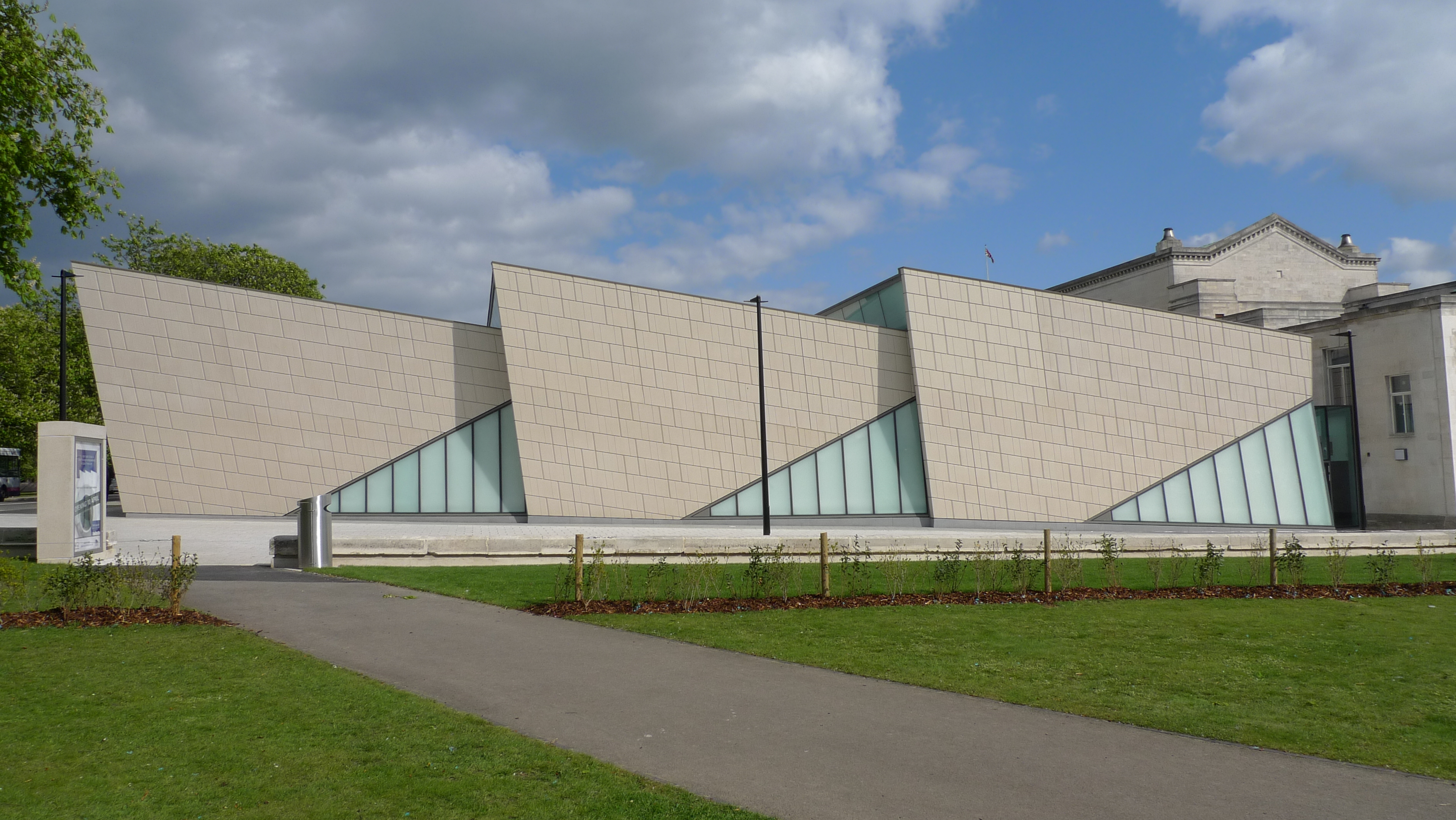
海洋城市博物馆的新展馆

2009年7月，南安普顿市议会委派以威尔金森·艾尔为首的团队进行设计。一年后，又委托基尔南方公司为承建商。2010年9月，英格蘭遺產委員會批准了最终规划。该项工程于11月破土动工，但在施工过程中却遇到了一些阻碍。工程队发现原有的钢架结构已经腐蚀不堪，不得不对其进行维护。为保护建筑内的展品而采用必要的安全措施也显得颇具挑战。原建筑的一些特征则得以保留，监狱牢房完整留存并被用作厕所，法庭也得以留存，改为展厅。
该工程于2011年8月封顶。因北侧较南侧升高了两米，为适应起伏的地势，新场馆被设计为三个相扣的海湾形状结构。展馆的外部建材皆使用石料，以保证与原建筑波特兰石材质的外观协调一致。整个展馆共提供了2,000 m2的学习与展览空间。海洋城市博物馆于2012年4月10日正式开放，以纪念一个世纪前泰坦尼克号从这里离开。根据南安普顿市议会的预测，博物馆每年将会迎来150,000名游客，但实际上只有第一年达到了预期数量，此后几年中，访客数量持续递减。
海洋城市博物馆的设计引起了行业组织的积极关注。Ramboll公司因其结构设计工作而膺获结构工程师协会2012年度结构奖；《建筑师杂志》则授予威尔金森·艾尔等人2012年度改造奖。

## 展览
海洋城市博物馆中共有三处展览，其中，两处永久展览设于警察局及裁决法院的旧址上。
- 通往世界的门户（ Gateway to the World）：探讨了南安普顿的历史，以及其作为人口遷徙枢纽的角色。此处的展品包括一个1吨重，7米长的玛丽王后号（英语：RMS Queen Mary）复制船（英语：Ship model），该展品先前位于南安普顿海事博物馆（英语：Southampton Maritime Museum）中。[37][38]而在2011年9月，海事博物馆与南安普顿考古博物馆（英语：God's House Tower）皆永久关闭，以便将所有展品移至海洋城市博物馆及都铎故居博物馆（英语：Tudor House Museum）。[39][40][41]

- 「南安普顿的泰坦尼克号故事」（ Southampton's Titanic Story）：通过泰坦尼克号船员的视角，来探索这场悲剧，他们大多数人的联系地址都填的是南安普顿。该展览借一间保存完好的法庭，采用视觉及听觉元素，来重新演绎英国沉船专员对事故的调查，并其所产生的影响进行了探究。市政中心的钟楼高度与泰坦尼克号的烟囱高度相近，当参观者进入展厅时，可以通过屋顶灯一眼看到它，从而留下船舶规模的大致印象。该展览还将幸存者提供的录音以及一些互动元素结合起来，允许游客驾驶虚拟船只并将其引擎引爆。[30][42][43][44]

而新展馆则用来举办一些临时展览。第一场展览名为「泰坦尼克号：传奇」，其通过写照鐵達尼號的流行文化，来探究公众对泰坦尼克号的持久迷恋。这场展览亦有播放一些有关泰坦尼克号的电影场景，例如1912的《在黑夜與冰山》以及1997的《泰坦尼克号》。该展览所展示的纪念品还包括哀悼小熊，泰坦尼克号啤酒厂生产的啤酒，相关拼图游戏以及其他一些自互联网搜寻到的东西。
《24小時博物館》的凯瑟琳·罗伯特对「南安普顿的泰坦尼克号故事」展览进行了评论，并将市政中心与泰坦尼克号的高度做了比较。她称赞这些图像使得人们更容易了解这个故事。尽管她提到，故事不断重复，而其主题只是围绕着几名船员，但其仍旧认为这是一个精心设计的展览，并称：「没有什么地方，可以比此处更好地用来缅怀那些在泰坦尼克号首航，亦是其最后一次航行中，逝去或是生还的人们了。」"
《博物馆杂志》的奥利弗·格林亦对其表示欢迎。他称赞多媒体技术的使用「既有创造性又很内敛」，并强调了其与展品的精心整合。其对项目充满希望，对市政中心尚未开发的空间以及进一步的拓展十分关注。他认为这个项目停滞会是城市的耻辱，并认为进一步扩大规模对城市的将来有利。